# 季前賽
《季前賽》（英語：We Got Game）是MakerVille製作的偶像運動及家庭倫理電視劇，由姜濤、陳卓賢、呂爵安、邱士縉、張繼聰、郭嘉駿及梁業主演，並由葛綽瑤、陳安立、吳啟洋、葉振弘、強尼、練美娟、李敏、蔡穎恩、童愛玲、歐錦棠、袁富華、岑珈其、潘福行、羅永昌等聯合演出。
此劇是《ViuTV 2022》節目巡禮之一，由「麥當勞新世代Big Mac」呈獻。 
故事講述大學籃球隊來到社區掃場，街坊不甘籃球場被霸佔，於是向他們作出挑戰，最終更將其擊退。大學籃球隊之後一雪前恥，街坊一敗塗地，兩邊為了面子立下誓約，在六星期後再戰。街坊於是走遍全港、挑戰各區街場，漸漸成為有組織的正規籃球隊。
此劇原定在2022年8月29日起於21:30時段播出。不過由於受到本劇主要演員姜濤、陳卓賢、呂爵安、邱土縉及盧瀚霆所屬的男子團體MIRROR紅館演唱會發生的嚴重意外影響，MIRROR需要暫時停工兩個月，此劇被暫時抽起，改為播出選美真人騷《尾二一屆口罩小姐選舉》（第11－15集）及韓劇《High Class》。隨著MIRROR準備復工，本劇安排在同年10月24日首播。製作特輯《季前賽製作特輯：賽前製》於2022年10月22日20:35－21:30播出。台灣OTT由LINE TV於10月24日起同步跟播，LiTV 線上影視於10月25日起上架。加拿大由FairchildTV 1 新時代電視於11月23日播出。

## 播出時間
| 頻道           | 所在地     | 播映日期       | 播映时间 / 備註         |
| -------------- | ---------- | -------------- | ----------------------- |
| ViuTV          | 香港       | 2022年10月24日 | 星期一至五 21:30－22:30 |
| Astro華麗台VOD | 马来西亚   | 2022年11月1日  | 星期一至五紧贴香港播出  |
| LINE TV        | 臺灣       | 2022年10月24日 | 星期一至五 22:30－23:30 |
| 新時代電視1台  | 加拿大     | 2022年11月23日 | 星期一至五 21:00－21:50 |
| KTSF           | 美国三藩市 | 2022年12月14日 | 星期一至五 21:00－22:00 |

## 劇情
快餐店外送員高家孝（姜濤飾）、運動用品公司少東關浩德（呂爵安飾）和廣告服務客戶經理張智良（邱士縉飾）曾經都是街頭籃球場的常客，不過因為各自的理由而暫時放下心愛的籃球活動，直到全港首屈一指的翰林大學籃球隊B隊來掃場。以小巴司機陳尚波（張繼聰飾）為首的一群街坊不甘籃球場被霸佔，於是向他們作出挑戰。三子臨場應尚波的邀請，聯同街坊上演一場對抗賽。最終合三人之力和尚波的戰術下，將籃球隊擊退之餘並成功保住球場。戰勝過程被網紅放上網，一夜之間成為城中話題。翰林大學籃球隊A隊隊長卓立鋒（陳卓賢飾）得知球隊慘被街坊擊敗心有不甘，帶同正選球員踩場一雪前恥。面對正統籃球隊的進攻，三子與尚波一敗塗地；兩邊為了面子立下誓約，於六個星期後再戰。
作為教練的尚波拉着三子特訓，並找來釋囚楊舜光（郭嘉駿飾）和快餐店經理朱昆潤（梁業飾）加入球隊。五人在尚波的帶領下挑戰全港街場，不斷的挑戰令他們發現人外有人、天外有天，從前在街頭上得到的甜頭不過是自欺欺人。眼見期限越來越近，眾人心灰意冷；加上生活上的各種不如意，究竟眾人會否再次放棄籃球還是面對自己再戰一次？

## 演員表

### 痴漢籃球隊
| 演員   | 角色   | 備註 | 出場集數 |
| 張繼聰 | 陳尚波 | 喪波 痴漢籃球隊教練 23號 小巴司機 前籃球運動員 於第2集不滿翰林大學籃球隊眾人目中無人的態度，並相約兩個月後再進行籃球賽決戰，表明到時輸的一方要當眾裸跑 於第15集帶領痴漢隊出賽，但以70比71敗給翰林隊                                                                                        | 1-15     |
| 姜 濤  | 高家孝 | 阿孝 位置：控球後衛 15號 籃球招數：Crossover、No Look Pass 麥當勞快餐店店員 前覺東中學籃球隊成員 丘麗儀之子，在他16歲時丘不辭而別四年，與其關係疏離 高家賢之兄 Raymond之繼子 九姐之下屬 朱昆潤之下屬兼好友 患有社交恐懼症 與卓立鋒原為中學時期好友，後因輸球賽後自己主動離隊而不和，後和好 | 1-15     |
| 呂爵安 | 關浩德 | 阿德 位置：小前鋒 30號 籃球招數：射三分球 鍛鍊牌體育用品公司少東、富二代 關總之子 關瑜欣之弟 於第5集被關瑜欣調至倉務部工作 | 1-15     |
| 邱士縉 | 張智良 | 張良 位置：中鋒 34號 籃球招數：Dream Shake 廣告服務客戶經理 林嘉莉之夫 張嘉晴之父 於第12集被解僱 | 1-15     |
| 梁 業  | 朱昆潤 | 豬潤、Leslie 位置：得分後衛 1號 麥當勞快餐店經理 覺東中學校友 高家孝之上司、租客兼好友 九姐之下屬﹐於第15集成為其男友 | 1-15     |
| 郭嘉駿 | 楊舜光 | 光仔 位置：大前鋒 33號 籃球招數：Trash Talk、搶籃板、Rebound 更生人士，於第4集出獄 四年前因與傻龍等人搶劫敏叔的雜貨店而被捕入獄 於第6集入職鍛鍊牌體育用品公司任倉務員 於第7集獲晋升至關浩德之助手                                                                                          | 4-15     |
| 葛綽瑤 | 何瑪莉 | 河馬 會計系四年級大學生 痴漢籃球隊軍醫 喜歡高家孝並追求其，於第15集被孝表白並成為其女友 | 3-15     |

### 翰林大學籃球隊
| 演員   | 角色   | 備註 | 出場集數 |
| 強 尼  | 潘Sir  | 翰林大學籃球隊教練 於第15集帶領翰林隊出賽，以71比70打敗痴漢隊 | 1,       |
| 陳卓賢 | 卓立鋒 | 阿鋒 位置：得分後衛 13號 翰林大學籃球隊隊長、工商管理系四年級學生 前覺東中學籃球隊成員 原為高家孝在中學時期的好友，不滿其因輸球賽後主動離隊，後和好 因性格我行我素而被潘Sir及陳國秋針對，後和好 | 1,       |
| 陳安立 | 陳國秋 | 翰林大學籃球隊副隊長、正選隊員 5號 | 1,       |
| 吳啟洋 | 張仕南 | 男神 翰林大學籃球隊正選隊員 10號 | 1,       |
| 蘇伊俊 | 施啟興 | 台主 翰林大學籃球隊正選隊員 4號 | 1,       |
| 劉志飛 | 洪方俊 | 方丈 翰林大學籃球隊正選隊員 11號 於第15集在比賽期間故意向關浩德製造關瑜欣（關浩德之姊）的幻覺                                                                                                   | 1,       |
| 黃定謙 | 王駿銘 | 本劇大反派 翰林大學籃球隊後備隊員 21號 前覺東中學籃球隊成員 高家孝、卓立鋒之前隊友 | 1,       |
| 葉振弘 | 賴俊毅 | 水獺 翰林大學籃球隊後備隊員 14號 | 1,       |
| 何倚富 | 黃國強 | KK 翰林大學籃球隊後備隊員 | 1,       |
| 施柏全 | 拉 麵  | 翰林大學籃球隊後備隊員 | 1,       |
| 柯卓男 | 魚 仔  | 翰林大學籃球隊後備隊員 | 1,       |

### 其他角色
| 演員     | 角色           | 備註 | 出場集數 |
| 王瑋程   | 高家賢（幼年） | 老闆仔 丘麗儀之幼子 高家孝之弟 Raymond之繼子 張嘉晴之好友 小學生，數學成績優良 於第1集出場 |          |
| 黃梓樂   | 高家賢（少年） | 老闆仔 丘麗儀之幼子 高家孝之弟 Raymond之繼子 張嘉晴之好友 小學生，數學成績優良 於第1集出場 | 1,       |
| 練美娟   | 九 姐          | 麥當勞快餐店總經理 朱昆潤之上司﹐於第15集成為其女友 高家孝之上司 為人挑剔，常針對下屬 於第1集出場 | 1,       |
| 袁富華   | 關 總          | 鍛鍊牌體育用品公司老闆 關瑜欣、關浩德之父 於第1集出場 | 1,       |
| 李 敏    | 關瑜欣         | 關家姐 女強人 關總之女 關浩德之姊 覺得關浩德十分不中用，認為他無心接手家族生意，企圖借叫他前往英國以打發他離開 於第1集出場 | 1,       |
| 岑珈其   | Richard        | 關浩德之好友 於第1集出場 於第15集成為鍛鍊牌體育用品公司的保鑣 | 1,       |
| 潘福行   | Joseph         | 關浩德之好友 於第1集出場 於第15集成為鍛鍊牌體育用品公司的保鑣 | 1,       |
| 陳子豐   | 阿 強          | 張智良之同事兼好友 創作部頭兒 於第1集出場 | 1,       |
| 蔡穎恩   | 林嘉莉         | 張智良之妻 張嘉晴之母 於第1集出場 | 1,       |
| 楊千攸   | 張嘉晴         | 晴晴 張智良、林嘉莉之女 高家賢之好友 不滿林嘉莉迫她學芭蕾舞，後改學跆拳道 於第1集出場 | 1,       |
| 正宗教練 | 正宗教友       | 籃球痴漢KOL 拍攝並旁述翰林大學籃球隊對街頭痴漢隊多項對賽 於第1集出場 | 1,       |
| 羅永昌   | 何 父          | 何瑪莉之父 中醫師 於第3集出場 | 3,       |
| 黄素歡   | 何 母          | 何瑪莉之母 於第3集出場 | 3        |
| 盧瀚霆   | 小 明          | 空中服務員 何瑪莉之閨密 教導何瑪莉如何追求高家孝 於第3集出場 | 3,       |
| 許寶恆   | 不良少女       | 暴走族（何瑪莉幻想） 何瑪莉之中學同學 於第3集出場 | 3        |
| 何洛瑤   | 不良少女       | 暴走族（何瑪莉幻想） 何瑪莉之中學同學 於第3集出場 | 3        |
| 方泳琳   | Jessie         | 街場高手 於第四集出場 | 4        |
| 譚旻萱   | Mandy          | 街場高手 於第四集出場 | 4        |
| 顧綽姿   | Rachel         | 街場高手 於第四集出場 | 4        |
| 曾贊學   | 阿 龍          | 傻龍 楊舜光之中學同學和朋友 四年前與楊舜光等人搶劫敏叔雜貨店 出獄後經營二手電器和電話卡店 於第4集出場 | 4,       |
| 劉錫賢   | 敏 叔          | 雜貨店老闆 其雜貨店曾被楊舜光等人搶劫，他於追賊而意外被車撞傷 四年後感化出獄的楊舜光重新做人並踏入籃球圈 於第5集出場 | 5,       |
| 駱振偉   | Ryan           | 輪椅籃球隊教練 前翰林大學籃球隊隊長、卓立鋒之學長 | 5,       |
| 黃梓賢   | 鄧梓堅         | 櫈仔 輪椅籃球隊學員，卓立鋒之球迷 | 5,11     |
| 李明憲   | Howard         | 娘娘腔 張智良之上司 於第6集出場 於第11集向張智良聲稱提拔他升職及接任其職位，但於第12集在Susan的要求下解僱他 | 6,       |
| 陳郁憲   | Tim            | 張智良之同事，與其不和 於第6集出場 於第11集得悉張智良被解僱，特地向他發解僱信去揶揄他 | 6,       |
| 黃慧君   | Susan          | 肥婆 張智良公司之客戶，針對張智良 為人挑剔，經常更改要求 於第6集出場 於第12集以生意要脅廣告公司解僱張智良 | 6,       |
| Rock哥   | -              | 坦克隊成員 |          |
| 劉沛蘅   | 小明女朋友     | 於第8集出場 | 8        |
| 童愛玲   | 丘麗儀         | 高家孝之母，與其關係疏離 高家賢之母 Raymond之妻，在澳洲定居 四年前突然跟隨Raymond而拋棄高家孝兩兄弟後失蹤 曾經隱瞞Raymond自己已有兩子，因Raymond不喜歡小孩子，最終妥協只准帶高家賢前往澳洲 於第8集出場 於第13集企圖扔下高家孝，帶高家賢遠走澳洲，但被高家孝拒絕 | 8,       |
| 歐錦棠   | Raymond        | 丘麗儀於故事開始前四年結識之現任丈夫，在澳洲定居 高家孝、高家賢之繼父 丘麗儀曾經隱瞞他已有兩子，因為他不喜歡小孩子，但最終妥協只准帶高家賢去澳洲 表面上針對高家孝，但其實是想磨練他的意志 於第11集出場                                                          | 11,      |
| 何啟華   | 騙子           | May Tam（化名） 在交友網假扮女生 引誘朱昆潤及數名男子裸聊並勒索他們 於第9集出場 於第10集在痴漢籃球隊隊友之協助下被朱昆潤捉拿及拍裸照報復 | 9-10     |
| 鄧永鑄   | 餐廳侍應       | 於第10集出場 | 10       |
| 劉偉恆   | Jack           | 張智良之舊同事 已轉行成為KOL經理人 於第12集出場 | 12       |

## 每集列表
| 集數   | 首播日期 | 標題                           | 備註            |
| 2022年 |          |                                |                 |
| 1      | 10月24日 | 生活還欠你甚麼？               | 平均直播收視6點 |
| 2      | 10月25日 | 你大我呀？                     |                 |
| 3      | 10月26日 | 逃避可恥，但…                  |                 |
| 4      | 10月27日 | 一隊字頭的誕生                 |                 |
| 5      | 10月28日 | 不速之客                       |                 |
| 6      | 10月31日 | 空位係自己搵，唔係人地俾       |                 |
| 7      | 11月1日  | 開不了口                       |                 |
| 8      | 11月2日  | 再生銹嘅刀都有利嘅一日         |                 |
| 9      | 11月3日  | 信就一步，唔信就原地踏步       |                 |
| 10     | 11月4日  | 眾志成城為豬潤！               |                 |
| 11     | 11月7日  | 登頂的風景                     | 結局篇          |
| 12     | 11月8日  | 害怕悲劇重演                   | 結局篇          |
| 13     | 11月9日  | 夢醒時份                       | 結局篇          |
| 14     | 11月10日 | 失敗的意義                     | 結局篇          |
| 15     | 11月11日 | 不重要的季前賽，卻是成長的大賽 | 大結局          |

## 製作
- 此劇是袁劍偉首部監製及導演之電視劇。[14]
- 《季前賽》的故事構思緣起自姜濤與袁劍偉接受鄭裕玲在商台節目《口水多過浪花》的訪問。袁劍偉為姜濤拍攝《蒙著嘴說愛你》音樂影片和麥當勞《經典巨無霸急口令》廣告片時，發現姜濤年少時曾在快餐店兼職打工，常常吃漢堡包，之後成為了快餐店代言人的成長故事很勵志感人。姜濤與袁劍偉都十分熱愛籃球，有共同愛好。姜濤向袁劍偉分享他曾想加入校隊但被拒絶和欺凌，於是在初中時期開始在銅鑼灣維多利亞公園的籃球場打籃球。他認識了很多身懷不同籃球絶技的「維園阿伯」，並常與他們切磋作賽，又不斷鍛練個人球技，希望有天可向身穿校服的中學生或校隊成員對壘。是次與姜濤的訪問，成為袁劍偉籌備開拍籃球劇的契機。[15]
- 袁劍偉亦發現在ViuTV同一公司内，男子組合MIRROR和ERROR有不少成員是熱愛打籃球。是故他以姜濤的成長故事為藍本，改編及重新創作，製成十五集電視劇《季前賽》，並按MIRROR和ERROR各成員個性和擅長的籃球戰術安排各人的球隊位置及角色設定。[14]
- 在此劇籌備的過程約6-7個月，有完整電視劇劇本，才準備開拍。並按演員已有的籃球技術分配球隊位置及角色設定。[16]
- 此劇主要參與籃球比賽的演員需接受一系列正規籃球技術改善及加強個人技術培訓，由Coach Fui（灰教練）主理。[17][18]

## 取景地點
- 高家孝（姜濤飾）、朱昆潤（梁業飾）和九姐（練美娟飾）工作的快餐店在沙田廣源邨廣源商場的麥當勞取景。
- 劇中的露天籃球場在屯門安定邨愛定商場及兆禧苑天台中取景。[19][20]
- 關浩德（呂爵安飾）與好友Richard和Joseph玩射籃球遊戲機和高家孝（姜濤飾）與何瑪莉（葛綽瑤飾）取景地在深水埗西九龍中心9樓奇趣天地。[21]
- 第9集、第12集高家孝（姜濤飾）與何瑪莉（葛綽瑤飾）玩電動碰碰車，第14集高家孝（姜濤飾）與小明（盧瀚霆飾）碰見的取景地均在九龍灣MEGABOX 12樓歡樂天地。
- 第3集中何瑪莉（葛綽瑤飾）偶遇高家孝（姜濤飾）的幻想情節「阿孝太郎與河馬子の初邂逅」在紅磡和黃公園仿江南園林的綠色迴廊和水榭取景。[22]
- 第3集中小明（盧瀚霆飾）帶同喝醉的何瑪莉（葛綽瑤飾）回家，以及（第6集）痴漢籃球隊成員使用中醫治療的地方為元朗醫館。[23]
- 劇中楊舜光（郭嘉駿飾）在學生時期與陳尚波（張繼聰飾）打籃球的地點為慈愛苑多層停車場。
- 劇中丘麗儀（童愛玲飾）在香港暫住的地方為香港海洋公園萬豪酒店。
- 劇中櫈仔（黃梓賢飾）和卓立鋒（陳卓賢飾）在籃球場和練習的地方於烏溪沙青年新村取景。
- 劇中有蓋籃球賽的場景地是九龍灣啟業道18號啟業運動場。該場地地面牆身以深灰色和黃色為主調，籃板以透明強化玻璃及螢光邊框設計，像徵香港街道的霓虹燈。場內設有自由投球區藝術裝置，上有「Never Quit」和「香港精神」等打氣字句。[24][25]
- 此劇的室内場館是使用灣仔香港遊樂場協會修頓場館的室内籃球場。該場館的籃球場符合國際標準，共設有1995個固定座位。[26]
- 此劇在土瓜灣落山道轉角舗OK便利店拍攝卓立鋒（陳卓賢飾）與翰林大學籃球隊隊友的對話戲份，之後為陳卓賢舉行煞科禮。[27]

## 市場推廣
此劇贊助商為麥當勞。在播映期間，麥當勞推出了以此劇為主題兩款的期間限定漢堡包套餐，包括「姜濤最愛新世代Big Mac」及「陳卓賢期間限定漢堡Chicken Big Mac」，舉行「季前賽籃神卡」換領活動，並於金鐘設立了一間期間限定主題店。

## 軼事
- 此劇是姜濤首次担任男主角的ViuTV電視劇。[31]
- 此劇是張繼聰首部ViuTV電視劇。[32]
- 此劇是葛綽瑤首次參演之電視劇。[33]
- 此劇因拍攝初期不少MIRROR支持者「私追」長時間守候拍攝現場而遭居民投訴，警方曾向劇組表示或會根據599G法例作出票控。[34]
- 因新冠肺炎疫情嚴峻，劇組演員曾感到不適，此劇在二月底至三月期間暫停拍攝近一個月。[35]
- 另外，由於姜濤在拍攝的休息期間曾借用領展旗下沙田廣源邨廣源商場的廁所，姜濤表示該廁所的衞生質素欠佳。其後領展立刻進行翻新廁所工程，有街坊留言多謝姜濤帶挈。然而，領展指翻新工程早已計劃，與姜濤借用廁所並無直接關係。[36]
- 邱士縉是首位MIRROR成員在電視劇中扮演父親角色，他在《季前賽》育有一女晴晴（楊千攸飾）和《野人老師》育有一子軒軒 （陳浩軒飾），也是《季前賽》中唯一已婚球員。[37][38]
- 飾演鄧梓堅的黃梓賢及飾演高家賢的黃梓樂在現實中是親兄弟關係。[39]
- 此片令本來形象敢言幽默的配角郭嘉駿的深沉內斂細胞被發掘出來。
- 大結局講述姜濤打籃球意外受傷，而在播出當晚姜氏參加《903 AllStar 籃球賽》期間同樣打籃球意外受傷。

## 致敬影視作品
- 第4集中何瑪莉（葛綽瑤飾）於高家孝（姜濤飾）房間床上滾動為《家有囍事》致敬橋段。[40]

- 雖劇集情節與日本動畫《男兒當入樽》無關，卻從人物設定中看到與《男兒當入樽》中的聯系。[41]

- 邱士縉於第3集面對妻子時真情流露地說出的那句對白「老婆，我想打籃球」 其實是向《男兒當入樽》致敬，原為三井壽：「教練，我想打籃球」。[42]

- 第6集，張智良（邱士縉飾）在辦公室與「卸膊同事」阿Tim（陳郁憲飾）罵戰過後，突然出現二人古裝打扮並有武林對戰場面，含有金庸著作《倚天屠龍記》之元素，背景音樂更源自1978年同名邵氏電影之主題曲，原唱者為已故歌手羅文。[43][44]

- 第9集中朱昆潤（梁業飾）與高家孝（姜濤飾）吵架後的獨白，潤在何父（羅永昌飾）中醫館主廳照鏡後獨舞，主要参考自王家衛《阿飛正傳》旭仔（張國榮飾）穿白色内衣背心跳拉丁Cha-cha舞的片段。[45][46] 獨白中「原來寂寞的時候…所有人都一樣」，源自於王家衛另一套代表作《春光乍洩》。當何寶榮（張國榮飾）離開後，黎耀輝（梁朝偉飾）沉寂了幾天，和一位素未謀面的陌生男子一同前往電影院説的話。[47]

- 第9集，孝與潤的深情對話，跳雙人拉丁Cha-cha舞的情節是向王家衛《春光乍洩》何寶榮（張國榮飾）和黎耀輝（梁朝偉飾）對話和跳舞，以及《花樣年華》中周慕雲（梁朝偉飾）向蘇麗珍（張曼玉飾）表白的幾個經典電影橋段致敬。[48][49][50]

## 歌曲
| 曲序 | 曲目           |                                        | 作曲                | 编曲                | 製作人                        | 主唱                                         | 备注   |
| ---- | -------------- | -------------------------------------- | ------------------- | ------------------- | ----------------------------- | -------------------------------------------- | ------ |
| 1.   | 無人不知的戰果 | Tim Lui                                | 馮庭正 @ RubberBand | 馮庭正 @ RubberBand | 馮庭正 @ RubberBand           | 姜 濤                                        | 主題曲 |
| 2.   | 痴漢之歌       | Him Hui @ The Hertz                    | The Hertz           | The Hertz DJ Tsoi   | The Hertz 馮庭正 @ RubberBand | 張繼聰、姜 濤、呂爵安、邱士縉、梁 業、郭嘉駿 | 片尾曲 |
| 3.   | Always Gotcha  | Him Hui @ The Hertz Herman @ The Hertz | Herman @ The Hertz  | The Hertz           | The Hertz                     | The Hertz                                    | 插曲   |
| 4.   | 一秒心跳       |                                        | 馮庭正 @ RubberBand | 馮庭正 @ RubberBand | 馮庭正 @ RubberBand           | 葛綽瑤                                       | 插曲   |
| 5.   | 孩童特效方     | Tim Lui                                | 馮庭正 @ RubberBand | 馮庭正 @ RubberBand | 馮庭正 @ RubberBand           | 6號 @ RubberBand                             | 插曲   |
| 6.   | 一個人的武林   | 小克                                   | 張繼聰              | Goro Wong           | Goro Wong                     | 張繼聰                                       | 插曲   |

## 外部連結
- ViuTV：《季前賽》 （页面存档备份，存于）
- MakerVille：《季前賽》 （页面存档备份，存于）
- YouTube上的《季前賽》主題曲 - 無人不知的戰果
- YouTube上的《季前賽》片尾曲 - 痴漢之歌
- ViuTV：《季前賽製作特輯：賽前製》 （页面存档备份，存于）
- 豆瓣电影上《季前賽》的資料 （简体中文）

| 香港 ViuTV 星期一至五 21:30－22:30         | 香港 ViuTV 星期一至五 21:30－22:30        | 香港 ViuTV 星期一至五 21:30－22:30 |
| ------------------------------------------ | ----------------------------------------- | ---------------------------------- |
|                                            | 季前賽 （2022年10月24日－2022年11月11日） |                                    |
| 野人老師 （2022年10月3日－2022年10月21日） | 繩角 （2022年11月14日－2022年12月3日）    |                                    |